# Bei Shizhang

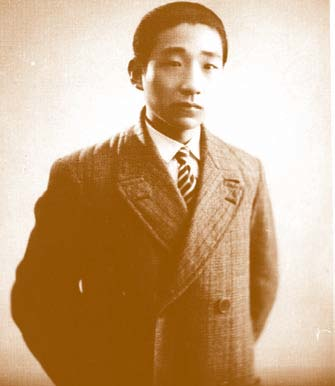
Bei Shizhang (1930)

Bei Shizhang (chinesisch 贝时璋 / 贝时璋, Pinyin Bèi Shízhāng, W.-G. Pei Shih-chang; * 10. Oktober 1903 in Zhenhai, Provinz Zhejiang, Chinesisches Kaiserreich; † 29. Oktober 2009 in Peking, Volksrepublik China) war ein chinesischer Biologe, Biophysiker und Pädagoge. Er war Mitglied der Chinesischen Akademie der Wissenschaften.
Bei Shizhang gilt als Pionier der chinesischen Zellbiologie und Embryologie und als „Vater der chinesischen Biophysik“.

## Biografie
Bei Shizhang wurde in eine Fischerfamilie in dem kleinen Küstenort Zhenhai (镇海) in der Provinz Zhejiang geboren. Er war der erste in seiner Familie, der eine formale Schulbildung erhielt. Er besuchte deutsche Missionsschulen, wo er schon früh mit der deutschen Sprache in Kontakt kam. Bei studierte anschließend an der Tongji-Medizin- und Ingenieurschule (同济医工学堂) in Shanghai, die 1907 ebenfalls unter deutscher Regie gegründet worden war. 1921 schloss er das Studium ab und begab sich mit zwei Kommilitonen per Schiff nach Europa, um dort seine Ausbildung weiterzuführen. Die drei Kommilitonen wählten die Albert-Ludwigs-Universität Freiburg, da dort ihre chinesischen Abschlüsse anerkannt wurden. Die beiden Studienkollegen Beis, Yu Hongkang (余鸿康) und Li Yuanshan (李元善) wählten die Medizinische Fakultät, während sich Bei in der Fakultät für Naturwissenschaften einschrieb. An der naturwissenschaftlichen Fakultät lehrten damals unter anderem Hans Spemann, der Botaniker Friedrich Oltmanns, der Physiker Franz Himstedt, der Chemiker Heinrich Otto Wieland, an der medizinischen Fakultät unter anderen der Anatom Eugen Fischer und der Pathologe Ludwig Aschoff. 1922 wechselte Bei nach München, in der Hoffnung, dort bei dem Zoologen Richard Hertwig eine Doktorarbeit anfertigen zu können. In München hörte er Vorlesungen in Chemie bei Richard Willstätter, Physik bei Wilhelm Wien, Botanik bei Karl von Goebel, Paläontologie bei Ferdinand Broili Geologie bei Emanuel Kayser. Da Hertwig kurz vor der Emeritierung stand, empfahl er Bei Shizhang weiter an seinen Kollegen Friedrich Blochmann nach Tübingen. In Tübingen arbeitete Bei zunächst als wissenschaftlicher Mitarbeiter an Experimenten zur Zellkonstanz der Parasiten Oxyuris obvelata and O. tetraptera. Letztlich wurde Jürgen Wilhelm Harms der Doktorvater von Bei. Harms vertrat einen Neo-Lamarckismus und glaubte an die Vererbung erworbener Eigenschaften. Von diesen Auffassungen wurde auch Bei Shizhang beeinflusst. 1928 wurde er mit der Arbeit Experimentell-morphologische Untersuchungen an Nematoden zum Doktor der Philosophie in Tübingen promoviert.
1933 bis 1949 war er Dekan der Fakultät für Biologie an der Universität Zhejiang, die aufgrund des Japanisch-chinesischen Krieges mehrfach ihren Standort verlagern musste (nach Jiangxi, Guangxi und zuletzt Guizhou) und baute diese trotz der ungünstigen Umstände zu einer der wissenschaftlich aktivsten Forschungszentren für Biologie in China aus. Von 1950 bis 1954 war er Direktor des Instituts für Experimentelle Biologie der Chinesischen Akademie der Wissenschaften (CAW), und später Gründungsdirektor des Instituts für Biophysik der CAW.
Anlässlich seines 100. Geburtstages wurde der Asteroid 31065 Beishizhang nach ihm benannt. Zum Zeitpunkt seines Todes war Bei das älteste Mitglied der Academia Sinica und der Chinesischen Akademie der Wissenschaften.

## Weblinks

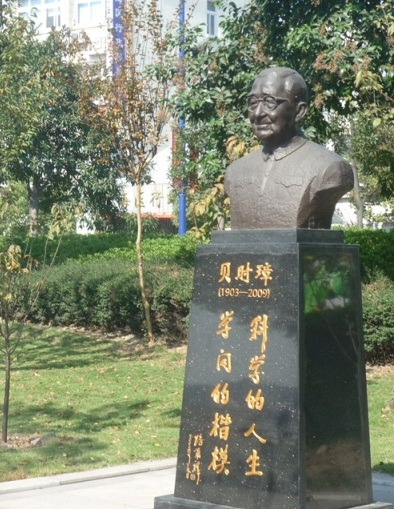
Gedenkbüste in Ningbo

## Ausgewählte Veröffentlichungen
- Sitsan Pai (Bei Shizhang): Die Phasen des Lebenszyklus der Anguillula aceti Ehrbg. und ihre experimentell-morphologische Beeinflussung. In: Z. Wiss. Zool. Band 131, 1928, S. 293–344.
- Sitsan Pai (Bei Shizhang): Diploide Intersexen bei Chirocephalus Nankinensis. In: [Wissenschaftliche Berichte der Universität Zhejiang]. Band 1, 1942, S. 187–197.
- Sitsan Pai (Bei Shizhang): 卵黄粒与细胞之重建 (Zelluläre Erneuerung von Dottergranula). In: 科学 (Ke Xue). Band 26, 1943, S. 38–49 (chinesisch).
- Bei S (Sitsan Pai): Über die Transformation der Genitalzellen bei den Chirocephalus-Intersexen. In: [Wissenschaftliche Berichte der Universität Zhejiang]. Band 2, 1943, S. 573–583.
- Shizhang Bei (Hrsg.): 细胞重建(第一集) („Zellerneuerung I“). Wissenschaftsverlag (科学出版社), Peking 1988 (chinesisch).
- Shizhang Bei (Hrsg.): 细胞重建(第二集) („Zellerneuerung I“). Wissenschaftsverlag (科学出版社), Peking 2003 (chinesisch).